# Breite Straße 44 (Wernigerode)

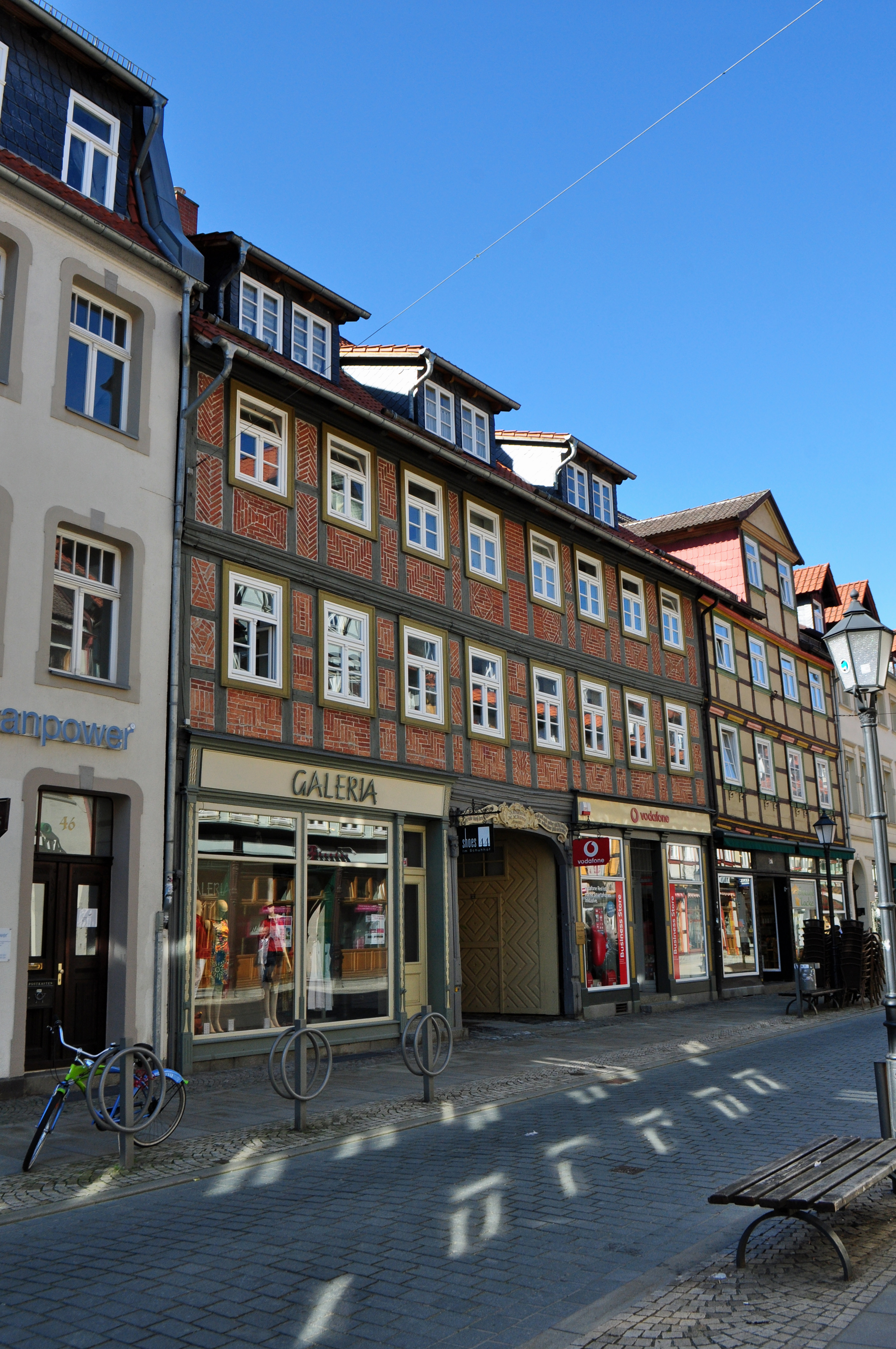
Wohn- und Geschäftshaus Breite Straße 44 in Wernigerode

Das Haus Breite Straße 44 ist ein denkmalgeschütztes Haus in der Stadt Wernigerode im Landkreis Harz in Sachsen-Anhalt. Es handelt sich um ein Wohn- und Geschäftshaus.

## Architektur und Geschichte
Das Gebäude befindet sich in der historischen Altstadt von Wernigerode auf der Südseite der Breiten Straße, einer der Hauptgeschäftsstraßen der Stadt. Es ist langgezogen, dreigeschossig und mit einer großen Hofeinfahrt versehen. Das Dach wurde ebenfalls ausgebaut. Dort befinden sich drei Dachgauben mit jeweils zwei, zur Breiten Straße zeigenden Fenstern.
Das zur Straßenseite gelegene Hauptgebäude wurde mit funktionellem, einfachem Fachwerk wiederaufgebaut. Zwischen den Holzbalken wurden zur optischen Zierde unverputzte, gebrannte, rote Ziegelsteine eingebaut. Über der symmetrisch in der Gebäudemitte liegenden Hofeinfahrt befindet sich eine hölzerne Kartusche mit einem eingeschnitzten Sinnspruch.
In der unteren Etage des Gebäudes Breite Straße 44 befinden sich seit dem 19. Jahrhundert mehrere Läden und Geschäfte.
Früher trug das Gebäude die Ortslistennummer 433. Es handelte sich ursprünglich um ein Wohnhaus mit Anbau links, Hofraum und Hausgarten, Stall rechts, Stall daran (1908 Umbau zur Werkstatt), Seitengebäude links, Scheune quer (1905 nach Nr. 432 übertragen), Holzstall links (1905 nach Nr. 432 übertragen).
Besitzer des Gebäudes war 1895/96 der Fuhrherr Andreas Bock. Dem folgte 1896/97 dessen Schwiegersohn Schmiedemeister Heinrich Ottilie mit Ehefrau Marie geb. Bock. 1905 war das Gebäude Breite Straße im Eigentum des Buchhalters Karl Hahne und dessen Ehefrau Elise geb. Ottilie und deren Miterben. 1907 kaufte der aus Nöschenrode stammende Fahrradhändler Ernst Rasch das Gebäude.
Im Denkmalverzeichnis der Stadt Wernigerode ist das Haus als Baudenkmal unter der Erfassungsnummer 094 03262 verzeichnet.